# Clausena wallichii
Clausena wallichii är en vinruteväxtart som beskrevs av Oliver. Clausena wallichii ingår i släktet Clausena och familjen vinruteväxter. Inga underarter finns listade i Catalogue of Life.